# Philippines aux Jeux olympiques d'été de 2020
Les Philippines ont participé aux Jeux olympiques d'été de 2020 à Tokyo au Japon. Il s’agissait de leur 22e participation à des Jeux olympiques d'été.  
Les Philippines espéraient qualifier une vingtaine d'athlètes au total, dont l'haltérophile médaillée en 2016 Hidilyn Diaz, la judokate Kiyomi Watanabe, la karatéka Junna Tsukii, la skateboardeuse Margielyn Didal ou encore l'équipe masculine de Basket-ball à trois. Les 19 athlètes qui se qualifient finalement rapportent quatre médailles, battant le record de trois médailles datant des Jeux de 1932 ainsi que le premier titre olympique du pays.

## Athlètes engagés
Quatre athlètes ont validé leurs tickets avant la pandémie de Covid-19 et le report de la majorité des épreuves de qualifications : le perchiste Ernest Obiena, les boxeurs Eumir Marcial et Irish Mango, ainsi que le gymnaste Carlos Yulo.
19 athlètes se qualifient au total. L'absence des équipes de basketball et de karaté sont les plus grandes déceptions.
La délégation s'est envolée pour le Japon le 15 juillet 2021 et est basée au Conrad Hotel de Tokyo.
| Sport         | Hommes | Femmes | Total |
| ------------- | ------ | ------ | ----- |
| Athlétisme    | 1      | 1      | 2     |
| Aviron        | 1      | 0      | 1     |
| Boxe          | 2      | 2      | 4     |
| Golf          | 1      | 2      | 3     |
| Gymnastique   | 1      | 0      | 1     |
| Haltérophilie | 0      | 2      | 2     |
| Judo          | 0      | 1      | 1     |
| Natation      | 1      | 1      | 2     |
| Skateboard    | 0      | 1      | 1     |
| Taekwondo     | 1      | 0      | 1     |
| Tir           | 1      | 0      | 1     |
| Total         | 9      | 10     | 19    |

## Chances de médailles

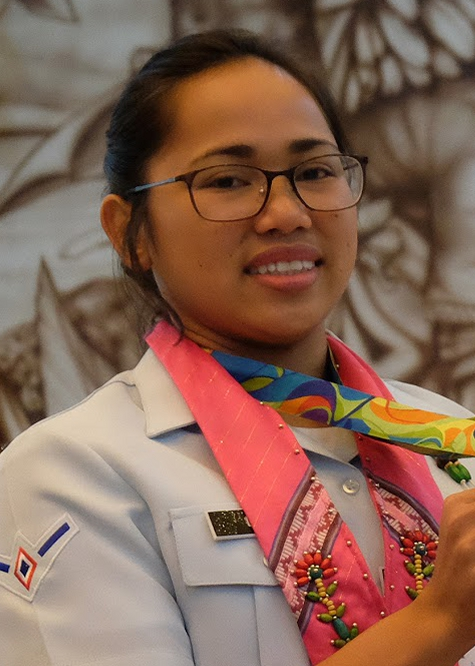
Seule médaillée philippine en 2016, Hidilyn Diaz s'est officiellement qualifiée pour les JO de Tokyo le 18 avril 2021 à l'occasion du championnat d'Asie haltérophilie à Tashkent.

Les espoirs de médailles philippins sont multiples à l'occasion de cette 22e participation aux jeux. Le pays aborde la compétition avec 10 médailles au compteur et espère réaliser sa meilleure performance en y gagnant plus de 3 médailles (record qui date des jeux de Los Angeles 1932) tout en remportant sa première médaille d'or. Parmi les athlètes qualifiés :
- La médaillée d'argent en haltérophilie de 2016 Hidilyn Diaz tentera d'égaler la performance de Teófilo Yldefonso, seul athlète philippin double médaillé (en 1928 et 1932).

- Le boxeur Eumir Marcial s'est placé 2eme aux championnats du monde de boxe amateur 2019 en -75 kg. Entraîné par Freddie Roach (qui entraîna Manny Pacquio), il pourrait prétendre à l'or dans un sport qui a déjà rapporté cinq médailles olympiques aux Philippines.

- Le gymnaste Carlos Yulo a été sacré champion du monde de gymnastique au sol en 2019 à Stuttgart après avoir gagné le bronze en 2018 à Doha.
- Le perchiste Ernest Obiena enchaîne les podiums en 2021 et passe 5,85 m le 11 juin 2021 en Allemagne; barre de la troisième place aux JO de 2016.

## Bilan

### Performance générale
Avec quatre médailles le pays réalise sa meilleure performance depuis les Jeux de 1932 (trois médailles de bronze). Hidilyn Diaz gagne le premier titre olympique du pays et est la première athlète double médaillée (avec l'argent en 2016) depuis Teófilo Yldefonso (bronze en 1928 et 1932). La boxe s'affirme comme le sport le plus pourvoyeur de médailles comptant maintenant pour huit des quatorze médailles olympiques philippines.
Plusieurs jeunes athlètes non médaillés ont eux aussi brillé par leurs performances. La golfeuse Yuka Saso (20 ans) termine dans le top 10 du parcours féminin et Margielyn Didal (22 ans) se place septième au skateboard Street pour la grande première de ce sport aux Jeux. Elreen Ando (22 ans) se place elle aussi à une bonne septième place en haltérophilie.
Enfin, si leurs performances sont en deçà de ce qu'ils avaient espéré, le perchiste Ernest Obiena et le gymnaste Carlos Yulo ont quand même atteint les finales de leurs sports respectifs.

### Médaillés
| Sport         | Discipline            | Athlète(s)   | Performance | Date       |
| ------------- | --------------------- | ------------ | ----------- | ---------- |
| Haltérophilie | Moins de 55 kg femmes | Hidilyn Diaz | 224 kg (OR) | 26 juillet |

| Sport | Discipline           | Athlète(s)     | Performance | Date   |
| ----- | -------------------- | -------------- | ----------- | ------ |
| Boxe  | Poids plumes femmes  | Nesthy Petecio | 0-5         | 3 août |
| Boxe  | Poids mouches hommes | Carlo Paalam   | 1-4         | 7 août |

| Sport | Discipline          | Athlète(s)    | Performance | Date   |
| ----- | ------------------- | ------------- | ----------- | ------ |
| Boxe  | Poids moyens hommes | Eumir Marcial | 2-3         | 5 août |

## Résultats

### Athlétisme
Ernest Obiena est le premier athlète à s'être qualifié pour ces Jeux en passant 5,81 m.
| Athlète       | Épreuve                   | Qualification | Qualification | Finale      | Finale |
| Athlète       | Épreuve                   | Performance   | Rang          | Performance | Rang   |
| ------------- | ------------------------- | ------------- | ------------- | ----------- | ------ |
| Ernest Obiena | Saut à la perche masculin | 5,75 m        | 10e           | 5,70 m      | 11e    |

Les Philippines bénéficient d'une place attribuée au nom de l'universalité des Jeux, Kristina Knott disputant le 200 mètres féminin. L'athlète espérait battre son record national de 23 s 01 mais supporta mal la chaleur lors des qualifications.
| Athlète        | Épreuve       | 1er tour | 1er tour | Demi-finale | Demi-finale | Finale   | Finale   |
| Athlète        | Épreuve       | Temps    | Rang     | Temps       | Rang        | Temps    | Rang     |
| -------------- | ------------- | -------- | -------- | ----------- | ----------- | -------- | -------- |
| Kristina Knott | 200 m féminin | 23 s 80  | 5e       | Éliminée    | Éliminée    | Éliminée | Éliminée |

### Aviron
Avec sa qualification, Cris Nievarez met fin à une disette olympique de vingt ans pour l'aviron philippin.
| Athlète       | Compétition  | Série         | Série | Repêchages  | Repêchages  | Quarts de finale | Quarts de finale | Demi-finale                  | Demi-finale | Finale                 | Finale |
| Athlète       | Compétition  | Temps         | Rang  | Temps       | Rang        | Temps            | Rang             | Temps                        | Rang        | Temps                  | Rang   |
| ------------- | ------------ | ------------- | ----- | ----------- | ----------- | ---------------- | ---------------- | ---------------------------- | ----------- | ---------------------- | ------ |
| Cris Nievarez | Skiff hommes | 7 min 22 s 97 | 3e    | Non disputé | Non disputé | 7 min 50 s 74    | 5e               | Demi-finale C/D 7 min 26 s 5 | 5e          | Finale D 7 min 21 s 28 | 23e    |

### Boxe

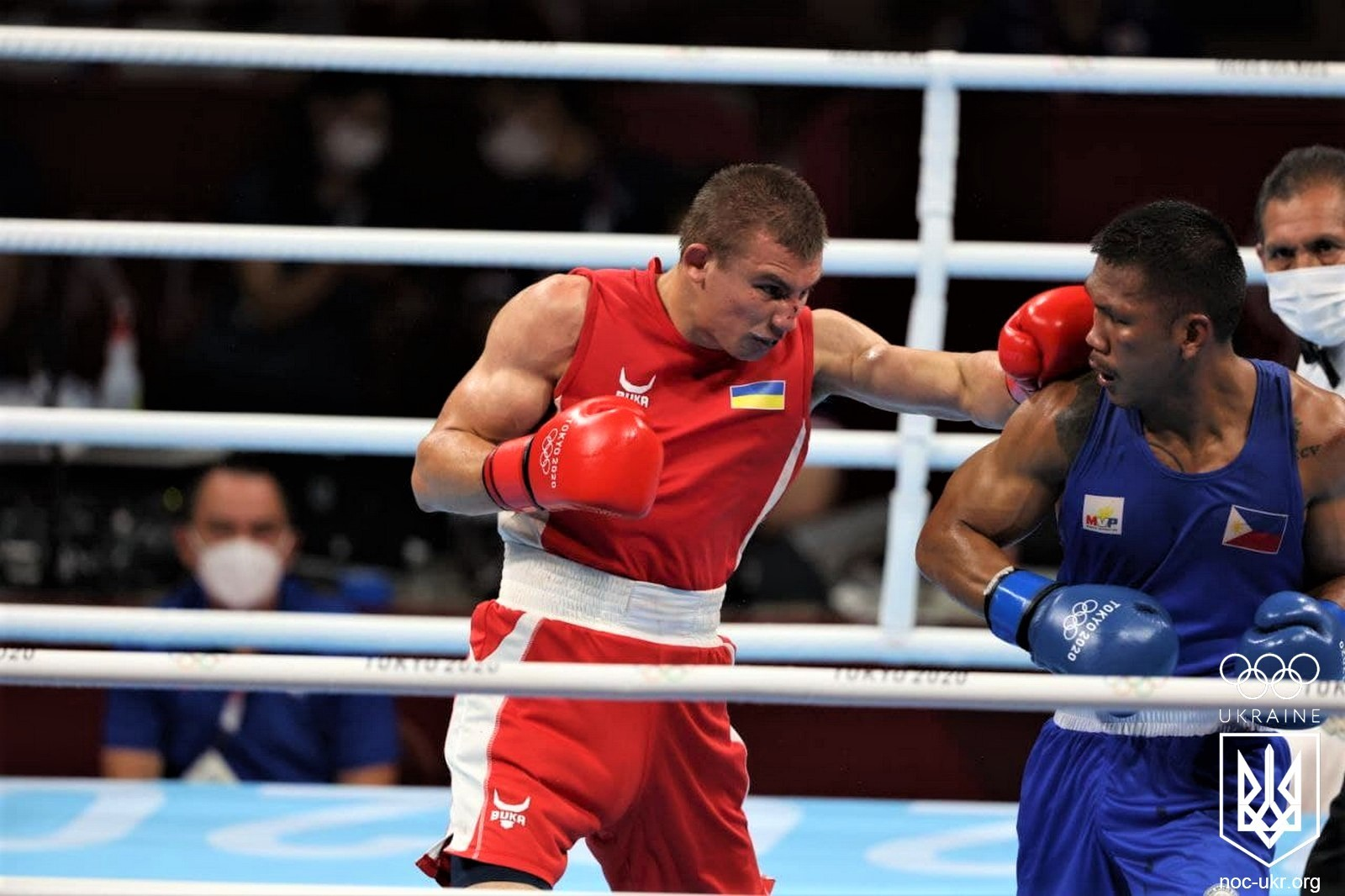
Marcial vs Khyzhniak

Première boxeuse philippine à se qualifier pour des Jeux, Irish Magno ne parvient pas à passer les 1/8e de finale.
Alors que la première médaille d'or des philippines a été gagnée à l'occasion de ces jeux de Tokyo, le pays place pour la troisième fois de son histoire un boxeur en finale pour tenter de remporter un deuxième titre olympique une semaine seulement après leur tout premier. Nesthy Petecio échoua cependant à gagner l'or contre la japonaise Sena Irie dans la catégorie des poids plumes.
Carlo Paalam aura lui aussi une chance de médaille d'or après avoir battu le japonais Tanaka en demi-finale. Il est le quatrième boxeur philippin à combattre lors d'une finale olympique.
Eumir Marcial s'est lui assuré d'une médaille en battant ses deux premiers adversaires par KO, confirmant sa grande forme, mais ne parvient pas à atteindre la finale.
| Athlète        | Catégorie               | 1/16e de finale     | 1/8e de finale       | Quart de finale       | Demi-finale         | Finale              | Rang    |
| Athlète        | Catégorie               | Adversaire Résultat | Adversaire Résultat  | Adversaire Résultat   | Adversaire Résultat | Adversaire Résultat | Rang    |
| -------------- | ----------------------- | ------------------- | -------------------- | --------------------- | ------------------- | ------------------- | ------- |
| Eumir Marcial  | Moyens hommes (-75 kg)  | -                   | Nemouchi (ALG) (TKO) | Darchinyan (ARM) (KO) | Khyzhniak (UKR) 2-3 | éliminé             |         |
| Irish Magno    | Mouches femmes (-51 kg) | Ongare (KEN) 5–0    | Jitpong (THA) 0–5    | éliminé               | éliminé             | éliminé             | éliminé |
| Carlo Paalam   | Mouches hommes (-52 kg) | Irvine (IRL) 4–1    | Flissi (ALG) 5–0     | Zoirov (UZB) 4-0      | Tanaka (JPN) 5–0    | Yafai (GBR) 1-4     |         |
| Nesthy Petecio | Plumes femmes (-57 kg)  | Matshu (COD) 5–0    | Lin Y-t (TPE) 3–2    | Arias (COL) 5–0       | Testa (ITA) 4–1     | Irie (JPN) 0-5      |         |

### Golf
Juvic Pagunsan, Yuka Saso et Bianca Pagdanganan ont validé leurs tickets pour Tokyo en se plaçant dans le top 60 mondial. La jeune Yuka Saso, tout juste 20 ans, aborde la compétition avec le plein de confiance après sa victoire à l'US Open féminin de golf.
| Athlète            | Compétition       | Scores | Scores | Scores | Scores | Total     | Rang |
| Athlète            | Compétition       | Jour 1 | Jour 2 | Jour 3 | Jour 4 | Total     | Rang |
| ------------------ | ----------------- | ------ | ------ | ------ | ------ | --------- | ---- |
| Juvic Pagunsan     | Épreuve masculine | 66     | 73     | 76     | 70     | 285 (+1)  | 55e  |
| Yuka Saso          | Épreuve féminine  | 74     | 68     | 67     | 65     | 274 (-10) | 9e   |
| Bianca Pagdanganan | Épreuve féminine  | 69     | 71     | 71     | 74     | 285 (+1)  | 43e  |

### Gymnastique
Après sa contre-performance lors du concours général individuel, Carlos Yulo termine au pied du podium à l'occasion de la finale du saut de cheval.
| Athlète     | Compétition      | Qualifications | Qualifications | Qualifications | Qualifications | Qualifications    | Qualifications | Qualifications | Qualifications | Finale   | Finale         | Finale   | Finale   | Finale            | Finale     | Finale  | Finale  |
| Athlète     | Compétition      | Appareil       | Appareil       | Appareil       | Appareil       | Appareil          | Appareil       | Total          | Rang           | Appareil | Appareil       | Appareil | Appareil | Appareil          | Appareil   | Total   | Rang    |
| Athlète     | Compétition      | Sol            | Cheval d'arçon | Anneaux        | Saut           | Barres parallèles | Barre fixe     | Total          | Rang           | Sol      | Cheval d'arçon | Anneaux  | Saut     | Barres parallèles | Barre fixe | Total   | Rang    |
| ----------- | ---------------- | -------------- | -------------- | -------------- | -------------- | ----------------- | -------------- | -------------- | -------------- | -------- | -------------- | -------- | -------- | ----------------- | ---------- | ------- | ------- |
| Carlos Yulo | Concours général | 13,566         | 11,883         | 14,000         | 14,712         | 13,466            | 12,300         | 79,831         | 47e            | éliminé  | éliminé        | éliminé  | éliminé  | éliminé           | éliminé    | éliminé | éliminé |
| Carlos Yulo | Saut de cheval   | -              | -              | -              | 14,712         | -                 | -              | 14,712         | 6e             | -        | -              | -        | 14,716   | -                 | -          | 14,716  | 4e      |

### Haltérophilie

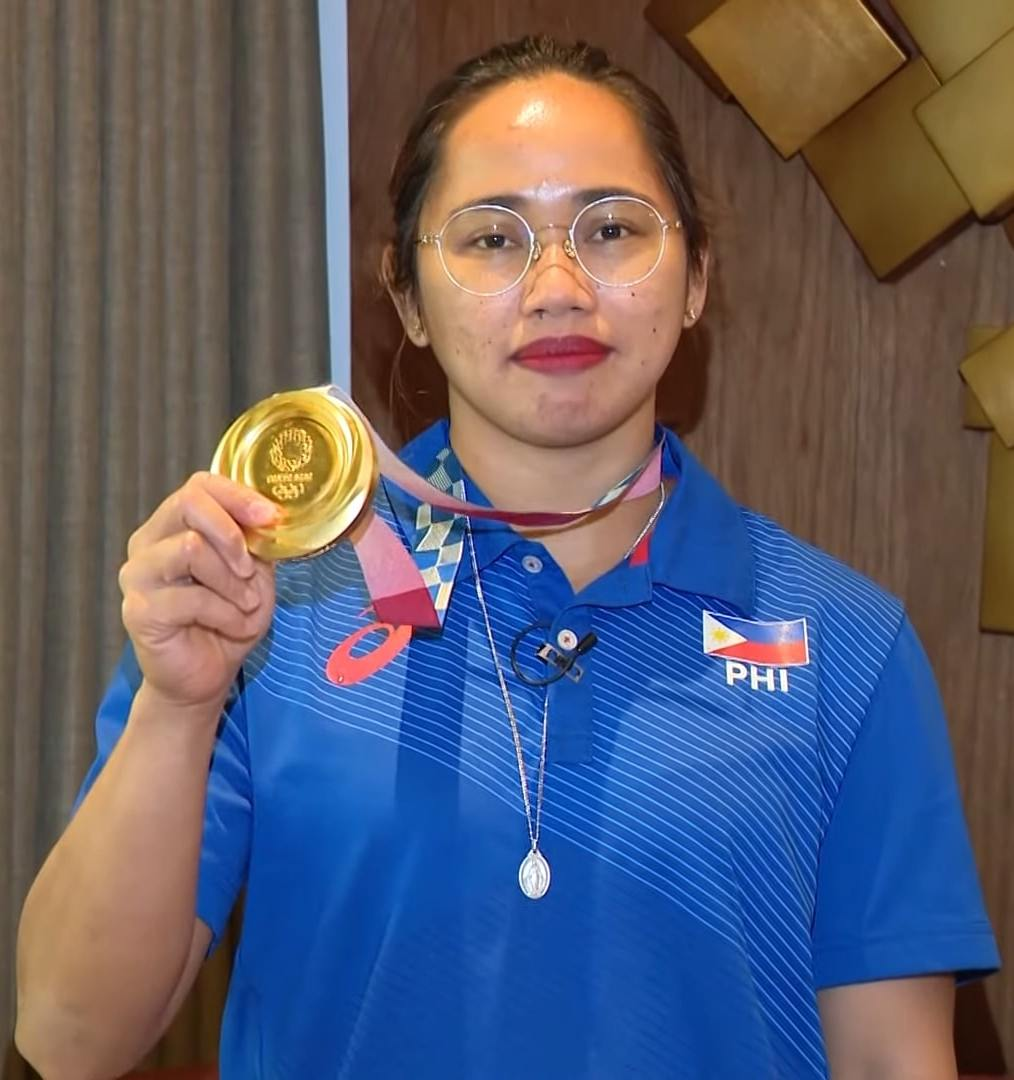
Hidilyn Diaz et sa médaille d'or

Hidilyn Diaz remporte la première médaille d'or pour les Philippines à l'occasion de ces jeux. C'est sa deuxième médaille, après l’argent à Rio, en trois participations.
Pour sa première olympiade, Elreen Ando termine à une prometteuse 7ème place.
| Athlète      | Compétition           | Arraché  | Arraché | Épaulé-jeté | Épaulé-jeté | Total       | Rang |
| Athlète      | Compétition           | Résultat | Rang    | Résultat    | Rang        | Total       | Rang |
| ------------ | --------------------- | -------- | ------- | ----------- | ----------- | ----------- | ---- |
| Hidilyn Diaz | Moins de 55 kg femmes | 97 kg    | 2e      | 127 kg (RO) | 1re         | 224 kg (RO) |      |
| Elreen Ando  | Moins de 64 kg femmes | 100 kg   | 9e      | 122 kg      | 8e          | 222 kg      | 7e   |

### Judo
Kiyomi Watanabe est la première judokate philippine à se qualifier pour des jeux olympiques.
| Athlète         | Compétition           | 1er tour             | 2e tour             | Quart de finale     | Demi-finale         | Repêchage           | Finale / MB         | Rang     |
| Athlète         | Compétition           | Adversaire Résultat  | Adversaire Résultat | Adversaire Résultat | Adversaire Résultat | Adversaire Résultat | Adversaire Résultat | Rang     |
| --------------- | --------------------- | -------------------- | ------------------- | ------------------- | ------------------- | ------------------- | ------------------- | -------- |
| Kiyomi Watanabe | Moins de 63 kg femmes | Cabaña (ESP) 000–100 | éliminéé            | éliminéé            | éliminéé            | éliminéé            | éliminéé            | éliminéé |

### Natation
Deux places attribuées au nom de l'universalité des Jeux.
| Athlète     | Épreuve                 | Série         | Série | Demi-finale   | Demi-finale | Finale  | Finale  |
| Athlète     | Épreuve                 | Temps         | Rang  | Temps         | Rang        | Temps   | Rang    |
| ----------- | ----------------------- | ------------- | ----- | ------------- | ----------- | ------- | ------- |
| Luke Gebbie | 50 m nage libre hommes  | 22 s 84       | 41e   | éliminé       | éliminé     | éliminé | éliminé |
| Luke Gebbie | 100 m nage libre hommes | 49 s 64 (RN)  | 36e   | éliminé       | éliminé     | éliminé | éliminé |
| Remedy Rule | 100 m papillon femmes   | 59 s 68       | 25e   | éliminé       | éliminé     | éliminé | éliminé |
| Remedy Rule | 200 m papillon femmes   | 2 min 12 s 23 | 15e   | 2 min 12 s 89 | 15e         | éliminé | éliminé |

### Skateboard
Margielyn Didal a gagné sa qualification en se classant dans le top 20 mondial.
| Athlète         | Compétition | Rounds | Rounds | Finale | Finale |
| Athlète         | Compétition | Points | Rang   | Points | Rang   |
| --------------- | ----------- | ------ | ------ | ------ | ------ |
| Margielyn Didal | Femmes      | 12,02  | 7e     | 7,52   | 7e     |

### Taekwondo
Kurt Barbosa est le seul représentant philippin en taekwondo après sa performance au tournoi de qualification olympique d'Asie.
| Athlète      | Compétition    | Huitièmes de finale | Quarts de finale    | Demi-finale         | Repêchage           | Finale / MB         | Rang    |
| Athlète      | Compétition    | Adversaire Résultat | Adversaire Résultat | Adversaire Résultat | Adversaire Résultat | Adversaire Résultat | Rang    |
| ------------ | -------------- | ------------------- | ------------------- | ------------------- | ------------------- | ------------------- | ------- |
| Kurt Barbosa | Hommes - 58 kg | Jang J (KOR) 6–26   | éliminé             | éliminé             | éliminé             | éliminé             | éliminé |

### Tir
| Athlète       | Compétition                  | Qualification | Qualification | Finale  | Finale  |
| Athlète       | Compétition                  | Points        | Rang          | Points  | Rang    |
| ------------- | ---------------------------- | ------------- | ------------- | ------- | ------- |
| Jayson Valdez | Carabine à air comprimé 10 m | 612,6         | 44e           | éliminé | éliminé |

## Diffuseurs
Les chaines gratuites TV5 et One Sports diffuseront la compétition. Le bouquet satellite Cignal couvrira aussi l’événement via la chaine One Sports +.

## Galerie

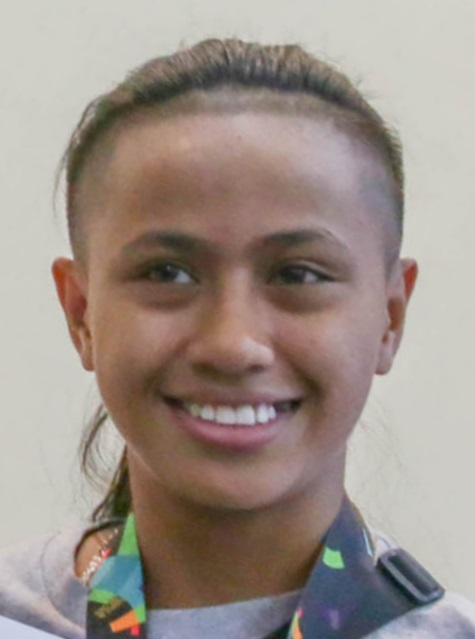
Margielyn Didal
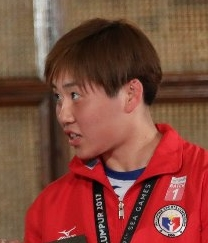
Kiyomi Watanabe
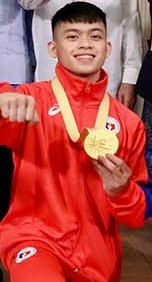
Carlos Yulo
De gauche à droite : Loisa Kaye Go (non qualifiée), Bianca Pagdanganan, Hidilyn Diaz et Yuka Saso
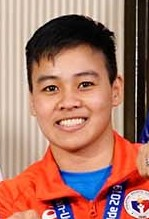
Nesthy Petecio
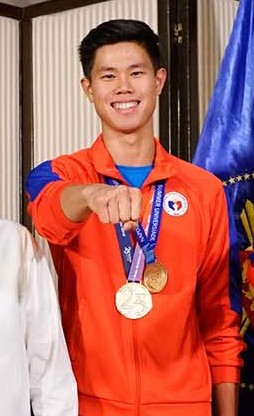
Ernest Obiena
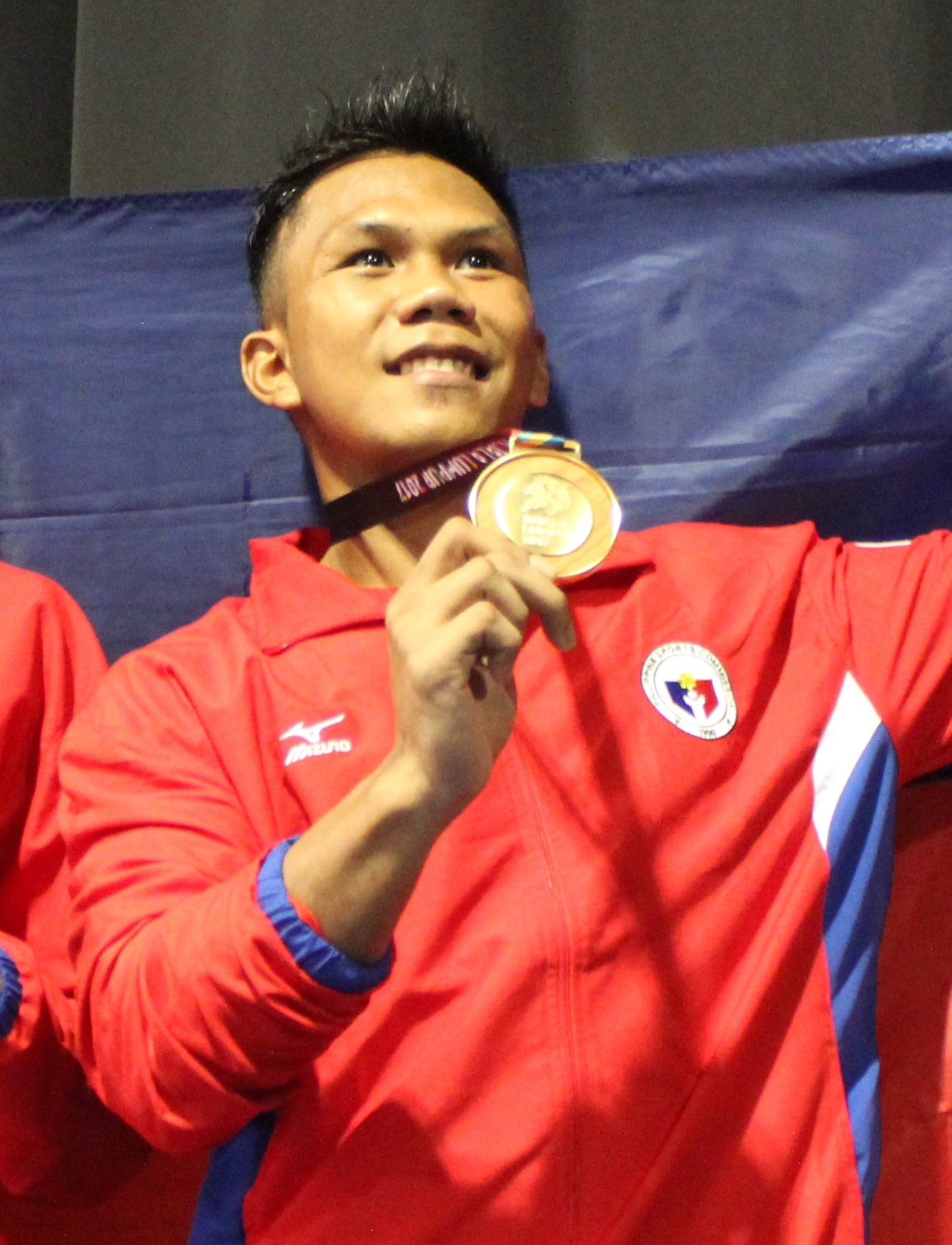
Eumir Marcial